# جرين الجرود

تعديل مصدري - تعديل

جرين الجرود إحدى حارات مدينة النادرة بمحافظة إب، بلغ تعداد سكانها 235 نسمة حسب تعداد اليمن لعام 2004.